# سباق جائزة أبو ظبي الكبرى 2019
جائزة أبوظبي الكبرى 2019 هو سباق فورمولا 1
أقيم بتاريخ 1 ديسمبر 2019 في حلبة مرسى ياس، الإمارات العربية المتحدة، وكان السباق 21 من أصل 21 في بطولة العالم لسباقات الفورمولا واحد موسم 2019، وكان أول المنطلقين لويس هاملتون.
فاز بالمركز الأول  لويس هاملتون، وكان صاحب أسرع لفة لويس هاملتون بزمن قدرة 99.283 ثانية.

## الخلفية
قبل سباق نهاية الأسبوع، تم تحديد المركزين الأول والثاني في بطولة العالم للسائقين بالفعل مع فوز لويس هاميلتون بالبطولة متقدمًا على زميله في الفريق فالتيري بوتاس. ومع ذلك، لم يتم تحديد المركز الثالث بعد بين ماكس فيرستابن، 260 نقطة وتشارلز لوكلير، 249 نقطة، مع سيباستيان فيتيل، 230 نقطة، لا يزال قادرًا على تجاوز لوكلير في المركز الرابع في الترتيب ولكنه بعيد جدًا عن فيرستابن ليحتل المركز الثالث. تم تحديد المراكز الأربعة الأولى في بطولة العالم للصانعين مع مرسيدس في المركز الأول متقدمًا على فيراري وريد بول وماكلارين. كان المركز الخامس لا يزال غير محدد مع رينو بفارق ثماني نقاط عن تورو روسو.